# Antonio Cornazzano
Antonio Cornazzano (* um 1430 in Piacenza; † 1484 in Ferrara) war ein italienischer Tanzmeister und Tanztheoretiker, Choreograf, Poet und Literat. Wie Guglielmo Ebreo war auch Antonio Cornazzano (in deutschsprachigen Texten vielfach auch Cornazano geschrieben) ein Schüler des italienischen Tanzmeisters Domenico da Piacenza.

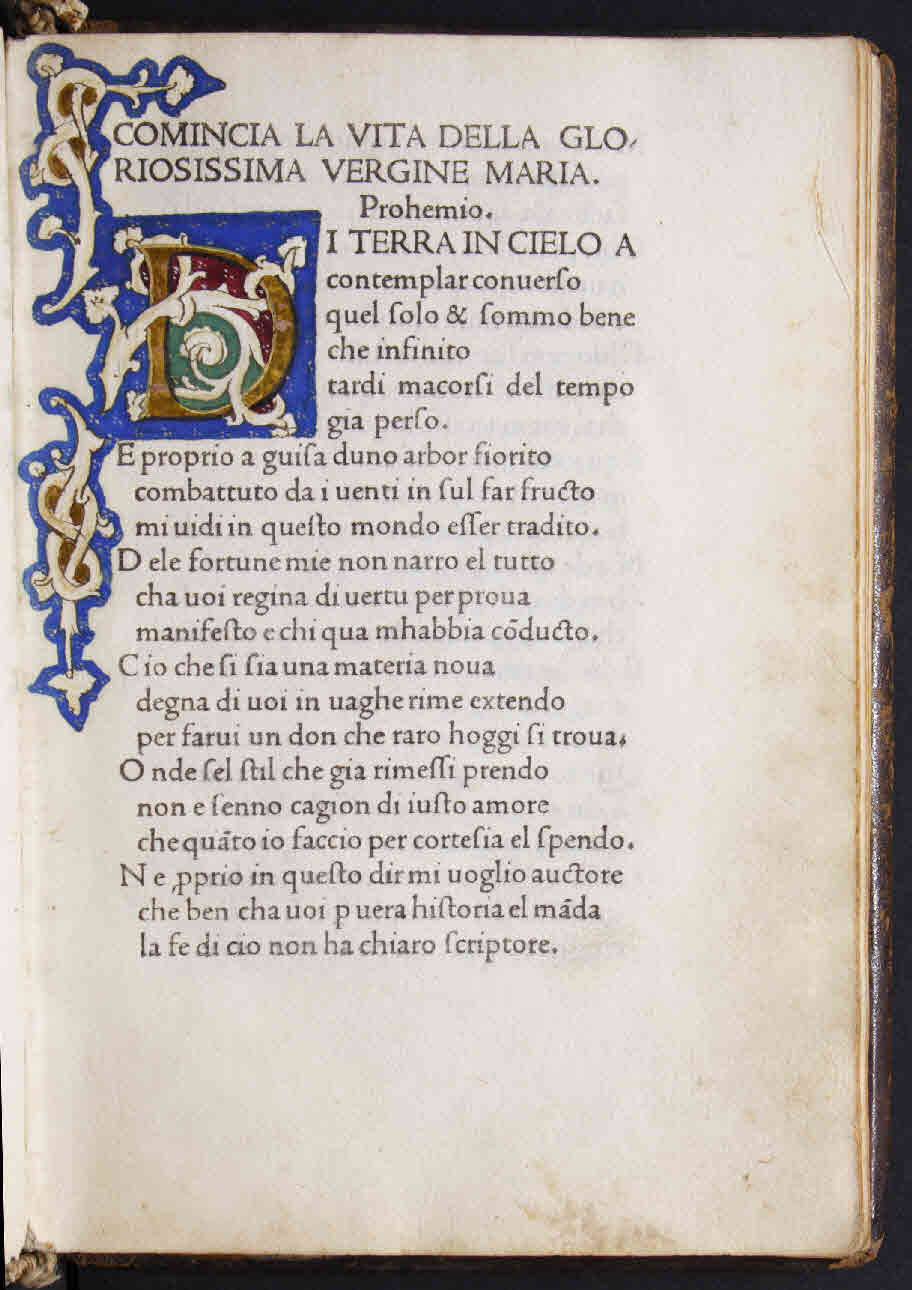
Vita della gloriosissima Vergine Maria, 1471

## Leben
Antonio Cornazzano studierte von 1443 bis 1448 Jura an der Universität in Siena. Spätestens ab 1454 ist er am Hof von Francesco Sforza in Mailand nachzuweisen, wo er die Sforziade schrieb. In diesem Epos wird Francesco Sforza und dessen Familie verherrlicht. Francescos Tochter Ippolita Maria Sforza ist der Tanztraktat Libro sull'arte del danzatore (ca. 1455) gewidmet. Weiter verfasste er eine Sammlung von Sonetti e canzone sowie die Vita della gloriosissima Vergine Maria, ein Buch über das Leben der glorreichen Jungfrau Maria. Cornazzano war für Francesco Sforza auch als Botschafter tätig. So wurde er nach Frankreich gesandt, um dem französischen König Ludwig XI. zur Thronbesteigung zu gratulieren. Cornazzano wendet sich in seinem Werk De florentinae urbis laudibus an die Medici in Florenz (geschrieben in Italienisch).
Nach dem Tod von Francesco Sforza und dessen Ehefrau Bianca Maria Visconti suchte er in Venedig Asyl, wo er De fide et vita Christi vollendete, in welches er eine Panegyrik an die Serenissima eingebaut hat.
Von 1468/69 bis 1475 lebte er am Hofe von Bartolomeo Colleoni auf der Burg von Malpaga (in der Nähe von Bergamo). Cornazzano war von Colleoni beauftragt worden, dessen Biographie zu verfassen. So entstand das umfangreiche Werk Commentariorum liber de vita et gestis invictissimi bello principis Bartholomeo Colei, per Antonium Cornazzanum ad clarissimam Bergomensem Republicam. Dieses Werk ist weniger aufgrund seines historischen bzw. literarischen Gehalts wichtig (ist also nicht mit Petrarcas De viris illustribus zu vergleichen), sondern gilt vielmehr als eindrucksvolles Zeugnis vom Leben des Condottiere Bartolomeo Colleoni.
Kurz nach dem Tod von Colleoni kam er an den Hof von Ercole d’Este nach Ferrara. In der Abgeschiedenheit des ferrarensischen Hofes schrieb er De Herculei filli ortu et de urbis Ferrariae periculo ac liberatione sowie die Schrift über die Kriegskunst De re militari, welches neben dem Tanztraktat zu seinen auch heute noch bekannten und rezipierten Schriften zählt. Ebenfalls in Ferrara entstand das Borso d’Este gewidmete De excellentium virorum principiis, welches in Latein und Italienisch verfasst ist.
Cornazzanos Werk ist ein typisches Beispiel für einen Hofschreiber, der keine literarischen Spitzenleistungen vollbringt, jedoch als guter Höfling – ganz im Sinne von Baldassare Castigliones Libro del Cortegiano – dem Auftrag seines Herren gemäß stets gründliche Arbeit leistete, welche es ihm erlaubt, an vielen Höfen seiner Zeit zu bestehen. Dabei war er gleichermaßen im Stil, in der gewählten Sprache (Latein, Italienisch) und in der Themenwahl vielseitig und anpassungsfähig: Ein Familienepos, Traktate über Tanz wie über die Kriegskunst entspringen seiner Feder, ebenso wie Poesie und religiöse Literatur.

## Werke
- Libro sull'arte del danzatore, ca. 1455 (Rom, Biblioteca Vaticana, Codice Capponiano no. 203) (Digivatlib: Digitalisat; bibliographische Informationen)
  - The book of the art of dancing. Dance Books, London 1981, ISBN 0-903102-63-3 (übers. und hrsg. u. a. Madeleine Inglehearn)
- Commentariorum liber de vita et gestis invictissimi bello principis Bartholomeo Colei, per Antonium Cornazzanum ad clarissimam Bergomensem Republicam (Biblioteca civica Angelo Mai, Bergamo: Cassaforte 2,4) BDL Biblioteca Digitale Lombarda: Digitalisat
- Anonym (Antonio Cornazzano zugeschrieben): De laudibus Antonii Martinengii, ca. 1470/74